# Cena Jindřicha Chalupeckého
Cena Jindřicha Chalupeckého je každoroční ocenění pro nastupující výtvarné umělce a umělkyně. 

## Základní charakteristika
Cena byla založena v roce 1990 z iniciativy prezidenta Václava Havla a výtvarných umělců Jiřího Koláře a Theodora Pištěka za účelem „povznesení úrovně současného českého výtvarného umění a uchování památky myšlenkového odkazu člověka, jemuž se boj o osud českého umění stal životním posláním.“  Nazvána je podle českého kritika výtvarného umění a filozofa Jindřicha Chalupeckého. Je spravována a organizována neziskovou organizací Společnost Jindřicha Chalupeckého. Laureátskou skupinu (dříve finalisty a jednoho laureáta) vybírá nezávislá mezinárodní porota. Držitelé ceny získávají finanční odměnu, podporu realizace výstavy nebo katalogu a stipendijní pobyty v zahraničí. Produkčně a finančně jsou podporováni při vytvoření nového umělecká díla, které je prezentováno na společné výstavě v některé z velkých českých galerijních institucích. Společnost Jindřicha Chalupeckého usiluje svými dalšími aktivitami podporovat laureáty ceny i v dalších letech.

## Historie soutěže
Mezi lety 1990–2023 byla Cena Jindřicha Chalupeckého určena umělcům a umělkyním, kteří nepřesáhli věk 35 let. Přestože vznikla v době existence společného československého státu, zaměřila se výhradně na oceňování umělců českého původu. V prvních ročnících porota vybírala pouze laureáta (a dalším případně udělovala čestná uznání). Teprve s koncem prvního desetiletí jejího každoročního konání se ustavila tradice výběru skupiny finalistů a finalistek, z jejichž jádra byl laureát následně vybrán. První oceněnou ženou se stala Kateřina Vincourová v sedmém ročníku ceny v roce 1996. Skupina Rafani byla v roce 2006 prvním kolektivním uskupením, které postoupilo mezi finálisty ceny. Původem slovenský umělec Radim Labuda (třebaže působící v České republice) se zase v roce 2008 stal prvním laureátem se zahraničním občanstvím. Většina laureátů a laureátek, ale rovněž účastníků a účastnic finále, nadále patří k výrazným osobnostem českého umění. Například v osobnostech Jána Mančušky, Kateřiny Šedé, Evy Koťátkové nebo Vladimíra Houdka, ale také vícenásobných finalistů Krištofa Kintery či Zbyňka Baladrána, se Ceně Jindřicha Chalupeckého navíc podařilo včasně poukázat na autory a autorky, kteří si brzy vydobyli renomé v zahraničí. Také proto je CJCH považována za nejvýznamnější české ocenění v oblasti výtvarného umění.        
Do roku 2000 byla CJCH udělována ve spolupráci s pražskou Národní galerií v Praze. Od roztržky mezi generálním ředitelem Milanem Knížákem a Davidem Černým, který vyústil v ceremoniál na chodníku před Veletržním palácem, se cena střídavě představovala v Brně (Dům umění města Brna, Moravská galerie v Brně) a pražských institucích pro současné umění (např. Centrum současného umění DOX). Spolupráci s Národní galerií Praha opět navázala až v roce 2013. Pravidelné střídání Prahy a Brna jako místa výstavy finalistů a vyhlášení laureáta se však cena držela až do roku 2020, kdy Národní galerie Praha jednostranně vypověděla plánovanou výstavu ve Veletržním paláci. Z iniciativy Společnosti Jindřicha Chalupeckého byla výstava přesunuta do městské galerie PLATO v Ostravě a poprvé se tak konala jinde než v Praze a Brně.

### Zrušení soutěžního modelu a věkového limitu
V srpnu roku 2020 vybraní finalisté a finalistky ohlásili záměr nenechat mezi sebou zvolit vítěze či vítězku. Ve společném prohlášení uvedli: „V našich očích není Cena Jindřicha Chalupeckého trofejí jediného laureáta či laureátky, jediného pomyslného vítěze, nýbrž společným oceněním pestré směsice umělkyň a umělců a jejich odlišných uměleckých východisek, jejichž porovnávání nemá smysl.“  Cena tak poprvé ve své historii neměla jednoho vítěze, ale skupinu porotou vybraných umělců a umělkyň. Na tiskové konferenci v lednu 2021 byl pak potvrzen záměr Společnosti Jindřicha Chalupeckého pokračovat v nesoutěžním charakteru ocenění s odvoláním na místní i mezinárodní diskuzi „o tom, zda jsou umělecké ceny ve své tradiční soutěžní podobě ještě relevantní pro současné výtvarné umění i aktuální společenské tendence.“  Od tohoto rozhodnutí je namísto výběru finalistů a následného laureráta vybírána skupina držitelů ceny (laureátstvo). Do roku 2023 se jednalo pět osobností či tvůrčích kolektivů. Od roku 2024 byl počet oceněných snížen na tři.  
S platností od ročníku 2024 byla zrušena dosavadní věková hranice 35 let. Cena nadále zůstává určena nastupující generaci umělců a umělkyň, ale podle Společnosti Jindřicha Chalupeckého otevírá prostor i pro ty, kteří „začali s kariérou v pozdějším věku či z nejrůznějších důvodů museli uměleckou tvorbu na nějakou dobu opustit a vrací se k ní až po čase. Důležitější je fáze kariéry a relevance podpory, kterou CJCH nabízí, než samotný věk přihlášených umělkyň a umělců.“  

## Přehled oceněných
| rok  | Cena Jindřicha Chalupeckého | finalisté / finalistky | Jiné ocenění                                            | Porota (* Tučně předseda/předsedkyně poroty) | Zdroj  |
| ---- | --- | --- | ------------------------------------------------------- | --- | ------ |
| 1990 | Vladimír Kokolia | — | Čestná cena: Jan Ambrůz, František Skála                | Mahulena Nešlehová, Jiří Beránek, Karel Pauzer, Zdeněk Sýkora, Václav Boštík, Adriena Šimotová, Ivan Neumann, Michael Rittstein a Jiří Valoch                                            | [ 10 ] |
| 1991 | František Skála | — | Čestná cena: Michal Gabriel, Petr Kvíčala               | Mahulena Nešlehová, Jiří Beránek, Karel Pauzer, Zdeněk Sýkora, Václav Boštík, Adriena Šimotová, Ivan Neumann, Michael Rittstein a Jiří Valoch                                            | [ 11 ] |
| 1992 | Michal Nesázal | — | Čestná cena: Petr Nikl                                  | Josef Hlaváček, Stanislav Diviš, Věra Janoušková, Marie Judlová, Ivan Kafka, Karel Malich, Viktor Pivovarov, Joska Skalník, Jiří Šetlík a Igor Zhoř                                      | [ 12 ] |
| 1993 | Martin Mainer | — | —                                                       | Josef Hlaváček, Stanislav Diviš, Věra Janoušková, Marie Judlová, Ivan Kafka, Karel Malich, Viktor Pivovarov, Joska Skalník, Jiří Šetlík a Igor Zhoř                                      | [ 13 ] |
| 1994 | Michal Gabriel | — | —                                                       | Milena Slavická, Tomáš Císařovský, Kaliopi Chamonikola, Olga Karlíková, Jan Kříž, Jan Merta, Karel Miler, Marcela Pánková, Alena Potůčková, Jaroslav Róna, Václav Stratil a Květa Válová | [ 14 ] |
| 1995 | Petr Nikl | — | —                                                       | Milena Slavická, Tomáš Císařovský, Kaliopi Chamonikola, Olga Karlíková, Jan Kříž, Jan Merta, Karel Miler, Marcela Pánková, Alena Potůčková, Jaroslav Róna, Václav Stratil a Květa Válová | [ 15 ] |
| 1996 | Kateřina Vincourová | — | —                                                       | Jiří Švestka, Václav Bláha, Vlasta Čiháková-Noshiro, Bedřich Dlouhý, Václav Erben, Milan Grygar, Jiřina Kumstátová, Olga Malá, Ivan Ouhel a Jiří Zemánek                                 | [ 16 ] |
| 1997 | Jiří Příhoda | Veronika Bromová, Jiří Černický, Federico Díaz, Roman Franta                                                                         | —                                                       | Jiří Švestka, Václav Bláha, Vlasta Čiháková-Noshiro, Bedřich Dlouhý, Václav Erben, Milan Grygar, Jiřina Kumstátová, Olga Malá, Ivan Ouhel a Jiří Zemánek                                 | [ 17 ] |
| 1998 | Jiří Černický | — | —                                                       | František Skála, Karel Císař, Hugo Demartini, Josef Hampl, Olaf Hanel, Ludvík Hlaváček, Petr Pavlík, Tomáš Pospiszyl, Michael Rittstein a Naďa Řeháková                                  | [ 18 ] |
| 1999 | Lukáš Rittstein | Jan Hísek, Tomáš Hlavina, Krištof Kintera, Markéta Othová                                                                            | —                                                       | František Skála, Karel Císař, Hugo Demartini, Josef Hampl, Olaf Hanel, Ludvík Hlaváček, Petr Pavlík, Tomáš Pospiszyl a Naďa Řeháková                                                     | [ 19 ] |
| 2000 | David Černý | Veronika Bromová, Tomáš Hlavina, František Kowolowski, Jan Stolín                                                                    | —                                                       | Magdalena Juříková, Richard Drury, Vít Havránek, Michal Koleček, Vojtěch Lahoda, Linda Lindaurová, Jaroslav Róna, Katarína Rusnáková, Jiří Surůvka a Jiří Valoch                         | [ 20 ] |
| 2001 | Tomáš Vaněk | Tomáš Hlavina, Krištof Kintera, Pavel Kopřiva, Markéta Othová, Štěpánka Šimlová                                                      | —                                                       | Magdalena Juříková, Richard Drury, Vít Havránek, Michal Koleček, Vojtěch Lahoda, Linda Lindaurová, Jaroslav Róna, Katarína Rusnáková, Jiří Surůvka a Jiří Valoch                         | [ 22 ] |
| 2002 | Markéta Othová | Markéta Baňková, Federico Díaz, Lenka Klodová                                                                                        | —                                                       | Charlotta Kotíková, Vladimír Beskid, Magdalena Jetelová, Jiří Příhoda, Jiří Ševčík, Christopher Tannert a Jonathan Watkins (první mezinárodní složení poroty)                            | [ 24 ] |
| 2003 | Michal Pěchouček | Krištof Kintera, Ján Mančuška, Jan Šerých, Michaela Thelenová                                                                        | —                                                       | Charlotta Kotíková, Vladimír Beskid, Magdalena Jetelová, Jiří Příhoda, Jiří Ševčík, Christopher Tannert a Jonathan Watkins (první mezinárodní složení poroty)                            | [ 26 ] |
| 2004 | Ján Mančuška | Rafani, Zbyněk Baladrán, Isabela Grosseová, Jana Kalinová, Jiří Skála                                                                | —                                                       | Charlotta Kotíková, Vladimír Beskid, Magdalena Jetelová, Maria Lind, Jiří Příhoda, Jiří Ševčík a Jonathan Watkins                                                                        | [ 28 ] |
| 2005 | Kateřina Šedá | Zbyněk Baladrán, Josef Bolf, Jakub Hošek, Alena Kotzmannová, Jan Šerých                                                              | —                                                       | Milena Kalinovská, Milena Dopitová, Christoph Grunenberg, František Kowolowski, Jan Merta, Jana Oravcová, Roberto Pinto a Radek Váňa                                                     | [ 30 ] |
| 2006 | Barbora Klímová | Rafani, Jan Jakub Kotík, Dominik Lang, Dušan Skala, Tomáš Svoboda                                                                    | Cena čtenářů týdeníku Reflex: Rafani                    | Milena Kalinovská, Milena Dopitová, Christoph Grunenberg, František Kowolowski, Jan Merta, Jana Oravcová, Roberto Pinto a Radek Váňa                                                     | [ 33 ] |
| 2007 | Eva Koťátková | Zbyněk Baladrán, Jakub Hošek, Jan Nálevka, Pavla Sceranková                                                                          | Cena čtenářů týdeníku Reflex: Jakub Hošek               | Milena Kalinovská, Milena Dopitová, Christoph Grunenberg, František Kowolowski, Jan Merta, Jana Oravcová, Roberto Pinto a Radek Váňa                                                     | [ 36 ] |
| 2008 | Radim Labuda | Zbyněk Baladrán, Ondřej Brody, Tomáš Moravec, Jiří Skála, Evžen Šimera                                                               | Cena čtenářů týdeníku Reflex: Tomáš Moravec             | Suzanne Altmann, Elizabeth Grady, Ondřej Chrobák, Mira Keratová, Pavel Liška, Jan Merta a Joanna Mytkowska                                                                               | [ 39 ] |
| 2009 | Jiří Skála | Tomáš Džadoň, Jiří Franta a David Böhm, Petra Herotová, Alena Kotzmannová                                                            | —                                                       | Suzanne Altmann, Elizabeth Grady, Ondřej Chrobák, Mira Keratová, Pavel Liška, Jan Merta a Joanna Mytkowska                                                                               | [ 41 ] |
| 2010 | Vasil Artamonov a Alexey Klyuykov | Jiří Franta a David Böhm, Václav Magid, Jakub Matuška, Alice Nikitinová                                                              | Cena čtenářů časopisu Respekt: Jakub Matuška            | Suzanne Altmann, Elizabeth Grady, Ondřej Chrobák, Mira Keratová, Pavel Liška, Jan Merta a Joanna Mytkowska                                                                               | [ 43 ] |
| 2011 | Mark Ther | Filip Cenek, Dominik Lang, Pavel Sterec, Jiří Thýn                                                                                   | Cena čtenářů časopisu Respekt: Jiří Thýn                | Christian Rattemeyer, Rainer Fuchs, Georg Schöllhammer, Ondřej Chrobák, Edith Jeřábková, Mira Keratová a Tomáš Lahoda                                                                    | [ 45 ] |
| 2012 | Vladimír Houdek | Jiří Thýn, Jiří Franta a David Böhm, Adéla Babanová, Richard Loskot                                                                  | Cena čtenářů časopisu Respekt: Jiří Franta a David Böhm | Christian Rattemeyer, Rainer Fuchs, Georg Schöllhammer, Ondřej Chrobák, Edith Jeřábková, Mira Keratová a Tomáš Lahoda                                                                    | [ 47 ] |
| 2013 | Dominik Lang | Daniela Baráčková, Aleš Čermák, Václav Magid, Richard Nikl                                                                           | Cena čtenářů časopisu Respekt: Richard Nikl             | Christian Rattemeyer, Rainer Fuchs, Georg Schöllhammer, Ondřej Chrobák, Edith Jeřábková, Mira Keratová a Tomáš Lahoda                                                                    | [ 49 ] |
| 2014 | Roman Štětina | Martin Kohout, Richard Loskot, Lucia Sceranková, Tereza Velíková                                                                     | Cena čtenářů časopisu Respekt: Richard Loskot           | Holly Block, Milena Bartlová, Jiří Kovanda, Alexandra Kusá, Gunnar B. Kvaran, Pavlína Morganová a Marina Šerbenko                                                                        | [ 51 ] |
| 2015 | Barbora Kleinhamplová | Vojtěch Fröhlich, Lukáš Karbus, Pavla Sceranková, Pavel Sterec                                                                       | Divácká cena: Lukáš Karbus                              | Holly Block, Jiří Kovanda, Alexandra Kusá, Gunnar B. Kvaran, Pavlína Morganová, Marina Šerbenko a Marek Pokorný                                                                          | [ 53 ] |
| 2016 | Matyáš Chochola | Aleš Čermák, Katarína Hládeková, Anna Hulačová, Johana Střížková                                                                     | Divácká cena: Anna Hulačová                             | Holly Block, Jiří Kovanda, Alexandra Kusá, Gunnar B. Kvaran, Pavlína Morganová, Marina Šerbenko a Marek Pokorný                                                                          | [ 55 ] |
| 2017 | Martin Kohout | Romana Drdová, Dominik Gajarský, Richard Loskot, Viktorie Valocká                                                                    | Divácká cena Českých center: Richard Loskot             | Zdenka Badovinac, Vjera Borozan, Lenka Klodová, Laurel Ptak, Vasif Kortun a Marek Pokorný                                                                                                | [ 57 ] |
| 2018 | Lukáš Hofmann | Alžběta Bačíková, Tomáš Kajánek, Kateřina Olivová, Adéla Součková                                                                    | Divácká cena Českých center: Alžběta Bačíková           | Zdenka Badovinac, Vjera Borozan, Lenka Klodová, Laurel Ptak, Vasif Kortun, Bonaventure Soh Bejeng Ndikung a Michal Novotný (od r. 2018 není rozlišován předseda/předsedkyně poroty)      | [ 59 ] |
| 2019 | Andreas Gajdošík | Comunite Fresca, Baptiste Charneux, Marie Lukáčová, Pavla Malinová                                                                   | Divácká cena: Pavla Malinová                            | Zdenka Badovinac, Vjera Borozan, Lenka Klodová, Laurel Ptak a João Laia | [ 61 ] |
| 2020 | Pracovní skupina pro výzkum mimosmyslové estetiky, Alma Lily Rayner, Jakub Choma, Anna Slama a Marek Delong, Marie Tučková, Jiří Žák | Pracovní skupina pro výzkum mimosmyslové estetiky, Alma Lily Rayner, Jakub Choma, Anna Slama a Marek Delong, Marie Tučková, Jiří Žák | —                                                       | Zdenka Badovinac, Vjera Borozan, Lenka Klodová, Laurel Ptak a João Laia | [ 62 ] |
| 2021 | Umělecký ne-kolektiv Björnsonova, Robert Gabris, Jakub Jansa, Valentýna Janů, Anna Ročňová                                           | — |                                                         | Ivet Ćurlin, Anna Daučíková, Charles Esche, João Laia a Jan Zálešák | [ 63 ] |
| 2022 | Olga Krykun, David Přílučík, Vojtěch Radakulan, Martina Drozd Smutná a Ezra Šimek                                                    | — |                                                         | Ivet Ćurlin, Anna Daučíková, Charles Esche, João Laia a Jan Zálešák | [ 65 ] |
| 2023 | Kryštof Brůha, Lenka Glisníková, Petra Janda, Gabriela Těthalová a kolektiv Stony Tellers                                            | — |                                                         | Ivet Ćurlin, Anna Daučíková, Charles Esche, Fatoş Üstek a Jan Zálešák | [ 67 ] |
| 2024 | Oskar Helcel, Judita Levitnerová a No Fun kolektiv                                                                                   | — |                                                         | Charles Esche, Hana Janečková, Valentinas Klimašauskas, Marika Kupková, Sráč Sam a Fatoş Üstek                                                                                           | [ 69 ] |
| 2025 | Dominik Adamec, Barbora Lungová, Karolína Rossí                                                                                      | — |                                                         | Fatoş Üstek, Hana Janečková, Valentinas Klimašauskas, Marika Kupková, Sráč Sam a Maria Lind                                                                                              | [ 70 ] |